# The Promise (film)
The Promise – amerykański melodramat z 1979 roku.

## Fabuła
Nancy i Michael – dwoje studentów college’u, którzy zakochali się w sobie i chcą się pobrać. Ale matka Michaela, wdowa Marion nie akceptuje jego planów. Chce, żeby Michael zajmował się rodzinnymi interesami i jest przekonana, że po ślubie Nancy wywierałaby zły wpływ na syna. Nancy i Michael stają się ofiarami wypadku samochodowego. On zapada w głęboką śpiączkę, ona w wyniku odniesionych obrażeń ma trwale okaleczoną twarz. Ani Nancy, ani jej rodzina nie mają pieniędzy na operację plastyczną. Marion zgadza się na opłacenie zabiegu rekonstrukcji twarzy Nancy, pod warunkiem, że ta zmieni tożsamość i nigdy więcej nie zobaczy się z Michaelem. Nancy przystaje na ten układ. Zmienia imię na Marie. Po pewnym czasie Michael wychodzi ze śpiączki i spotyka Nancy/Marie. Zakochuje się znowu w niej.

## Obsada
- Kathleen Quinlan – Nancy McAllister/Marie Adamson
- Stephen Collins – Michael Hillyard
- Beatrice Straight – Marion Hillyard
- Laurence Luckinbill – dr Peter Gregson
- William Prince – George Calloway
- Michael O’Hare – Ben Avery
- Bibi Besch – dr Faye Allison
- Robin Gammell – dr Wickfield
- Katherine De Hetre – Wendy Lester
- Paul Ryan – dr Fenton

## Nagrody i nominacje
Oscary za rok 1979
- Najlepsza piosenka – I'll Never Say „Goodbye” – muz. David Shire; sł. Alan Bergman, Marylin Bergman (nominacja)